# 新名順一
新名 順一（しんみょう じゅんいち、1949年8月4日 - 2013年12月27日）は、日本の経営者。間組社長を務めた。

## 来歴・人物
香川県出身。1976年に東京大学法学部を卒業し、同年に間組に入社。2000年6月に取締役に就任し、2002年6月に副社長に就任し、2003年6月には社長に昇格。2007年12月に取締役相談役に就任し、2007年6月には特別顧問に就任。
2013年12月27日に脳腫瘍のために死去。64歳没。